# Higuères-Souye
Higuères-Souye is een gemeente in het Franse departement Pyrénées-Atlantiques (regio Nouvelle-Aquitaine) en telt 272 inwoners (2008). De plaats maakt deel uit van het arrondissement Pau.

## Geografie
De oppervlakte van Higuères-Souye bedraagt 7,3 km², de bevolkingsdichtheid is 36,2 inwoners per km².
De onderstaande kaart toont de ligging van Higuères-Souye met de belangrijkste infrastructuur en aangrenzende gemeenten.

## Demografie
Onderstaande figuur toont het verloop van het inwonertal (bron: INSEE-tellingen).